# Kabylie orientale
 (août 2023).
Si vous disposez d'ouvrages ou d'articles de référence ou si vous connaissez des sites web de qualité traitant du thème abordé ici, merci de compléter l'article en donnant les références utiles à sa vérifiabilité et en les liant à la section « Notes et références ».
La Kabylie orientale est le nom donné à l'époque coloniale par les militaires et miméographes français à la région située dans le Nord Constantinois, dans le Nord-Est de l'Algérie. Cette région a notamment été l'une de celles où la résistance à l'occupation française a duré le plus longtemps (1839-1871). Cette région qui n'avait pas de nom s'est constituée en une entité ethnographique surnommée « Kabail El Hadra », ce n'est qu'à partir de l'occupation française et de l'expédition de Saint-Arnaud en 1851 que l'appellation de Kabylie orientale entra en usage pour désigner ce territoire arabophone occupé par des montagnards. Les limites Ouest-Est seront situées de la région du sahel (côte) Jijelien jusqu'à la vallée du Safsaf. Cette appellation de Kabylie orientale a été adoptée pour distinguer cette région de la Kabylie des Babors (Petite Kabylie) et la Kabylie du Djurdjura ( Grande Kabylie).
Il est à noter que le nom Kabylie a été choisi à l'époque pour faire référence à des régions habitées par des montagnards vivant en tribus, indépendant du joug ottoman, et que les différentes Kabylies n'abritaient pas un peuple homogène mais formaient différentes régions et populations.
Cette appellation de Kabylie orientale n'a pas duré et a été remplacée par les colons Français par le département de Constantine, puis lors de la guerre d'indépendance dirigée par le FLN la région fera partie de la Wilaya II correspondant au Constantinois. Les deux cités historiques de la Kabylie orientale sont Jijel et Collo qui ouvrent vers la mer d'où envahisseurs et marchands abordèrent ses côtes, cependant la région étant protégée par d'immenses remparts naturels et difficile d'accès, ces derniers n'ont jamais pu franchir la grande barrière montagneuse.
La région a aussi été le foyer de plusieurs dynasties islamiques comme les Fatimides et les Hammadites. La région correspond au territoire de la tribu Berbère des Ketamas.
Récemment la région fut l'un des fiefs du FIS, le parti islamiste algérien qui, après le coup d’État militaire qui l'a privé de son succès électoral (1992), est entré en insurrection armée.
La Kabylie orientale traversait donc les wilayas de Béjaïa (Ouest), Jijel, Skikda ainsi que le Nord de celles de  Mila, Sétif et Constantine. Aujourd'hui et depuis le début de la guerre d'Algérie on parlera de Nord-Constantinois pour désigner cette région.

## Géographie

Carte topographique de la Kabylie orientale.

Pour un article plus général, voir Géographie de l'Algérie.

### Localisation
Les frontières de la Kabylie orientale sont situées d'ouest en est, entre le versant oriental du Babors (Nord Sétif, Choba-Ziama Mansouriah) jusqu'à l'Edough. Pour ce qui est de ses frontières du sud, elles sont figurées par une ligne qui passe par l'embouchure de l'oued Djendjen au nord-ouest, traverse l'oued Ennadja, puis suit son cours jusqu'à Sidi Mérouane en contrebas de la chaîne du Zouagha, passe entre Sidi Driss et l'oued Smendou et remonte le long des vallées de l'oued Safsaf jusqu'à son  embouchure.

## Population et société

### Langue
La langue parlée dans la région est l’Arabe. Le dialecte locale est principalement influencé par l’arabe pré-hilalien, c'est-à-dire issu de la première vague d'immigration arabe au Maghreb, quant au contraire la plupart des autres dialectes arabes en Algérie ont été influencés par les Hilaliens. Il faut préciser que cela n'est pas une exception, on trouve aussi ce phénomène linguistique dans d'autres régions d'Algérie comme à Tlemcen ou Nedroma, mais aussi au Maroc dans les régions de Fès ou Tanger et en Tunisie.
Le dialecte pré-hilalien se reconnaît car « Il se distingue par une prononciation aiguë des lettres « qaf » et « kaf », ainsi que par l’élimination de nombreuses consonnes arabo-berbères lourdes telles que le « dh » et le « th » et par l’usage des particules « h•a » (un, une), « di » (de), « d » (c’est, ce sont) et « ka » (modal placé devant les verbes au présent). Attention le dialecte varie d’une région à l’autre et les qaba’il al Hadra ne parlent pas tous les mêmes dialectes et n’utilisent pas tous les mêmes traits pre-hilaliens… Par exemple à skikda le « ka » et le « d » sont inexistants, quant au « di » il n’est utilisé que dans l’ouest du massif de collo.
On trouve également plusieurs expressions dans l'Ouest de la région qui semblent être du Kabyle traduit en arabe, voir des mots berbères qui ont subsisté grâce aux vents de l'histoire qui ont bouleversé la tribu Ketamas qui Jadis occupait, en plus des montagnes Jijeliennes et des pleines environnantes, la majeure partie du Constantinois.

### Population
La région est peuplée par les Kabyles hadra qui sont des montagnards arabophones et parlent une variante du dialecte arabe jijélien.

### Culture
La culture est arabe, les traditions berbères ont quasiment disparues.
Les Kabyles Hadra ont conservé leur spécialité culinaire le « koskossi (ou Berboucha) bel hout » qui est un couscous d'orge au poisson, typique de la région où le poisson est mis en avant.

## Personnalités de la Kabylie orientale
- Louisa Hanoune
- Mebarek el Mili
- Ferhat Abbas
- Noureddine Boukrouh
- Abderrezak Bouhara
- Mouloud Belaouane
- Mohamed Boulsane